# 川嶋朗
川嶋 朗（かわしま　あきら、1957年10月 - ）は、日本の医師、医学者。神奈川歯科大学大学院統合医療教育センター長、特任教授。統合医療SDMクリニック院長。日本臨床統合医療学会理事長。
主な著書に『心もからだも「冷え」が万病のもと』『患者力のすすめ』『キレイが目覚めるドライヤーお灸』『死に方改革』『毎日の冷えとり漢方』などがある。

## 概要
東京都台東区にて育ち、少年時代は児童劇団こまどりに所属し、子役として活動した。1970年4月～1971年3月、NHKの連続ドラマ「へこたれんぞ」で主役をつとめた。
北海道大学医学部在籍中に東洋医学研究会創設・主宰。東京女子医科大学入局後は、腎臓の蛋白代謝などの研究に従事。Harvard Medical School & Massachusetts General Hospitalでは増殖因子の転写調節の研究などに従事。2003～2014年東京女子医科大学附属青山自然医療研究所クリニック所長。2014～2022年東京有明医療大学教授。2022年4月より現職。日本初の高等教育機関における統合医療教育を主宰。2025年日本臨床統合医療学会創設。自然治癒力を重視し、近代西洋医学と補完・代替医療を統合した医療の実践を日本の医科大学で初めて立ち上げ、現在も日本の医療系の大学の教育・臨床・研究の現場に立っている。冷え研究の第一人者であり、また「よりよく生きる」「悔いのない、満足のいく人生を送る」ための心得として、「自分の理想的な死とは何か」を考えるQOD（クオリティ・オブ・デス＝死の質）の提唱者。

## 略歴
- 1976年　暁星中学校・高等学校卒業
- 1983年　北海道大学 医学部 医学科 卒業
- 1983年　東京女子医科大学 第4内科 入局 研修医
- 1985年　東京女子医科大学 第4内科 医療練士
- 1986年～1990年　東京女子医科大学 大学院 医学研究科
- 1990年　東京女子医科大学 第4内科 助手（助教）
- 1993年～1995年　Harvard Medical School & Massachusetts General Hospital 留学
- 東京女子医科大学 腎臓病総合医療センター 内科＆血液浄化部門 講師
- 東京女子医科大学附属成人医学センター講師（兼任）
- 東京女子医科大学附属青山女性・自然医療研究所 副所長・講師

（東京女子医科大学附属青山自然医療研究所クリニック 所長）
- 東京女子医科大学附属東洋医学研究所 講師（兼任）
- 東京女子医科大学附属青山病院 講師（兼任）
- 東京女子医科大学附属青山女性・自然医療研究所 自然医療部門 助教授（准教授）
- 東京女子医科大学附属東洋医学研究所 助教授（准教授）（兼任）
- 東京女子医科大学附属青山病院 助教授（准教授）（兼任）
- 2014年　東京有明医療大学 保健医療学部 鍼灸学科 教授
- 2021年　神奈川歯科大学　特任教授（～現在に至る）
- 2022年　神奈川歯科大学大学院統合医療教育センター長（～現在に至る）
- 元 東京都老人総合研究所　客員研究員
- 元 広島大学医学部　客員教授
- 元 新潟薬科大学薬学部　客員教授

## 医療に関する見解と活動
ホメオパシーなどの代替医療を推進する一方で、標準医療による抗がん剤治療に対して否定的な立場を取っている。2015年に刊行された書籍『医者は自分や家族ががんになったとき、どんな治療をするのか』は、「医者は自分に抗がん剤を使わない」という誤情報の発信源の1つになっていると指摘されている。
氣のエネルギーによる療法を取り入れており、氣中継装置「ハイゲンキ」を診療に用いている。ハイゲンキは、宇宙からのエネルギーを体に入りやすい波長に変換し、氣のエネルギーを効率良く受信する装置とされており、真氣光の創始者・中川雅仁が夢で作り方を教わったとして1986年に開発された。川嶋は真氣光について「自然医療をやっていくきっかけとなった存在」と述べており、ハイゲンキの購入を希望する患者に対しては、「無理のない範囲で購入すること」「効果がなくても他人を責めないこと」を条件としている。
2022年、神奈川歯科大学大学院に新設された「統合医療学講座」の設置を提案し、講座の中心的役割を担っている。この講座では、ホメオパシー、波動療法、オーソモレキュラー療法など、医学的根拠が乏しいとされる代替医療が取り上げられており、専門家や報道機関から疑似科学との指摘を受けている。

## 主な著作
- 『心もからだも「冷え」が万病のもと』（集英社新書）
- 『冷え取り美人』（アスペクト）
- 『ナースのための補完・代替医療の理解とケア』（学研）
- 『病気は心のメッセージ』（PHPファクトリー・パブリッシング）
- 『すべての病は「気」から！』（大和書房）
- 『クールな男は長生きできない』（オレンジページ）
- 『病気にならないカラダ温めごはん』（アスペクト）
- 『太らない病気にならない体のつくり方』（実業之日本社）
- 『やせる！冷え取り習慣66』（講談社）
- 『58歳からの人には言えないからだの悩み』（講談社）
- 『ドライヤーお灸』（青山出版社）
- 『一生毒をためない生活』（永岡書店）
- 『「見えない力」で健康になる』（サンマーク出版）
- 『川嶋流がんにならない食べ方』（小学館101新書）
- 『川嶋朗式「冷えとり」で体内酵素を活性化する方法』（主婦の友社）
- 『体を温めて健康になる100の法則－冷えを取れば万病が治る！』（リイド社）
- 『冷え克服法』（エクスナレッジ）
- 『子供の体温をあげれば学力が上がる！』（阪急コミュニケーションズ）
- 『医師が教える幸福な死に方』（角川SSC新書）
- 『取り戻せ、“自然治癒力”統合医療で治す!』（世界文化社）
- 『代替医療で難病に挑む』（ペガサス）
- 『医師が教える冷え取り生活のススメ』（アスペクト文庫）
- 『冷えとりの教科書』（マイナビ）
- 『エアコンを3℃上げれば寿命が延びる』（宝島社新書）
- 『医者が教える死ぬときに後悔する34のリスト』（アスコム）
- 『医者にはがんは治せない 自分の力で病気を治す30の方法』（宝島社）
- 『ヘルシーエイジングのための自然医療』（医学と看護社）
- 『医者が患者に知られたくない治療の真実』（きこ書房）
- 『患者力のすすめ』（幻冬舎ルネサンス）
- 『逆に病気を呼びこんでいる44の健康法』（宝島社）
- 『弱った体が蘇る41の方法』（KADOKAWA）
- 『自癒力』（KKベストセラーズ）
- 『「無理する自分」を捨てれば病気は逃げてゆく』（主婦の友社）
- 『病気で死なない生き方33』（講談社）
- 『あたため美容部 温活レシピ』（主婦の友社）
- 『The Smoothies Bible：Pat Crocker』（川嶋　朗　監訳）（医道の日本社）
- 『The Juicing Bible：Pat Crocker』（川嶋　朗　監訳）（医道の日本社）
- 『医者に聞きたくても聞けないがんの質問41』（宝島社）
- 『ボケたくなければカレーを食べなさい』（ワイズファクトリー）
- 『医者が教える行ってはいけない病院　間違いだらけの健康法』（洋泉社）
- 『子どもは体を温めると頭がよくなる』（三笠書房）
- 『健康法で死なないための42のカルテ』（水王社）
- 『家庭の医療費をかしこく節約する77の方法』（PHP研究所）
- 『病気の9割は「あいうえお」で防げ！』（創英社/三省堂書店）
- 『医者は自分や家族ががんになった時、どんな治療をするのか』（アスコム）
- 『医者に殺されないための「かかりつけ医」の見つけ方』（光文社）
- 『医者が看取りから教わった身近な人に迷惑をかけない39の心得』（宝島社）
- 『がんは自然に消える　医者に頼らず病気を治す30の方法』（宝島社新書）
- 『「血流たっぷり」で今の不調が消える』（日本文芸社）
- 『これからの東洋医学』（日本文芸社）
- 『人生最後の日に笑顔でいるために今日できること』（イースト・プレス）
- 『川嶋流温活で心とからだの万病を防ぐ』（メトロポリタンプレス）
- 『キレイが目覚めるドライヤーお灸　たった1分！あてるだけで』（現代書林）
- 『難病に挑むエネルギー療法』（幻冬舎）
- 『腓返りは自分で治せる』（宝島社）
- 「がん」も「うつ」も体温が低い（KAWADE夢新書）
- 死に方改革（ワニブックス【プラス】新書）
- 医者が教える最強の「毒出し　爪もみ」（PHP研究所）
- 毎日の冷えとり漢方（河出書房新社）
- 終末までの生き方（ビオ・マガジン）
- もむだけストレッチ（宝島社）
- 原因不明のカラダの不調は温熱で驚くほど改善する（評言社）
- どうせ一度きりの人生だから（アスコム）
- 60歳から体温を「0.5度」アップする健康法（Hanada新書）